# فيلي وايلد
فيلي وايلد (بالإنجليزية: William Charles Kingsbury Wilde)‏ هو صحفي وشاعر أيرلندي، ولد في 26 سبتمبر 1852 في دبلن في جمهورية أيرلندا، وتوفي في 13 مارس 1899 في تشيلسي في المملكة المتحدة بسبب مرض الكبد.